# بلانکنهوف
بلانکنهوف (به آلمانی: Blankenhof) یک شهر در آلمان است که در Mecklenburgische Seenplatte District واقع شده‌است. بلانکنهوف ۷۲۲ نفر جمعیت دارد.